# Sergej Karasiov
Sergej Vasiljevitj Karasjov (ryska: Сергей Васильевич Карасёв), född 26 oktober 1993 i Sankt Petersburg, Ryssland, är en rysk basketspelare som tog OS-brons i herrbasket vid olympiska sommarspelen 2012 i London.